# Lepidiota rufa
Lepidiota rufa är en skalbaggsart som beskrevs av Blackburn 1888. Lepidiota rufa ingår i släktet Lepidiota och familjen Melolonthidae. Inga underarter finns listade i Catalogue of Life.